# اليشا كوك الابن
اليشا كوك الابن (بالإنجليزية: Elisha Cook Jr.)‏ (و. 1903 – 1995 م) هو ممثل، وممثل تعبيري، وممثل مسرحي، وممثل تلفزيوني من الولايات المتحدة الأمريكية . ولد في سان فرانسيسكو .
توفي عن عمر يناهز 92 عاماً. بسبب سكتة دماغية .

## التعليم
تعلم في School of the Art Institute of Chicago ‏

## روابط خارجية
- اليشا كوك الابن على موقع IMDb (الإنجليزية)
- اليشا كوك الابن على موقع ألو سيني (الفرنسية)
- اليشا كوك الابن على موقع تيرنر كلاسيك موفيز (الإنجليزية)
- اليشا كوك الابن على موقع أول موفي (الإنجليزية)
- اليشا كوك الابن على موقع قاعدة بيانات برودواي على الإنترنت (الإنجليزية)
- اليشا كوك الابن على موقع قاعدة بيانات برودواي على الإنترنت (الإنجليزية)
- اليشا كوك الابن على موقع قاعدة بيانات الأفلام السويدية (السويدية)
- اليشا كوك الابن على موقع إن إن دي بي (الإنجليزية)
- اليشا كوك الابن على موقع قاعدة بيانات الفيلم (الإنجليزية)
- اليشا كوك الابن على موقع كينوبويسك (الروسية)